# Asplenium diminutum
Asplenium diminutum là một loài dương xỉ trong họ Aspleniaceae. Loài này được Baker ex Jenman mô tả khoa học đầu tiên năm 1881.
Danh pháp khoa học của loài này chưa được làm sáng tỏ. 